# Myrichthys ocellatus
Myrichthys ocellatus (Lesueur, 1825) è un pesce osseo marino appartenente alla famiglia Ophichthidae.

## Distribuzione e habitat
L'areale di questa specie comprende l'intero mar dei Caraibi e la zona tropicale dell'oceano Atlantico occidentale dall'estremo sud della Florida alle coste meridionali del Brasile (Santa Catarina) comprendendo le grandi e piccole Antille, le Bermuda e le Bahamas. Ci sono segnalazioni anche dall'Atlantico orientale. È più comune presso le isole che sulle coste continentali.
È una specie costiera che si può trovare fino a 15 metri di profondità. Si trova nei pressi delle barriere coralline soprattutto in zone con sabbia o detrito corallino e vegetazione marina ma anche negli anfratti rocciosi. Popola anche le lagune.

## Descrizione
Come tutti gli anguilliformi ha corpo molto allungato con le pinne dorsale, caudale e anale unite e pinne ventrali assenti. Le narici sono poste su un breve tubulo. La livrea è marrone charo o grigiastra con riflessi verdastri con ventre più chiaro tendente al verdognolo. Tutto il corpo è costellato di macchie giallo vivo bordate di nero.
La taglia massima nota è di 110 cm.

## Biologia

### Comportamento
Può infossarsi nella sabbia e muoversi attraverso di essa. È facile da approcciare da parte dei subacquei. Caccia soprattutto di notte, di giorno sta sepolto nel sedimento. Caccia le prede nascoste nella sabbia scavando con la parte posteriore del corpo fino a che il cibo non è alla sua portata. Viene seguito da altre specie di pesci che si cibano delle prede scoperte.

### Alimentazione
La dieta è basata su crostacei bentonici, soprattutto granchi, ma si nutre anche di altri crostacei e di echinodermi.

## Conservazione
M. ocellatus non viene pescato se non in maniera limitata per rifornire il mercato acquariofilo, specialmente in Brasile. Non sono note cause di impatto antropico ed è comune in tutto il suo areale. Per questi motivi viene classificato dalla Lista rossa IUCN come "a rischio minimo".